# Pristin (musikgrupp)
Pristin (hangul: 프리스틴) är en sydkoreansk tjejgrupp bildad 2016 av Pledis Entertainment. Pristin gick tidigare under namnet Pledis Girlz innan den officiella debuten 2017. Gruppen upplöstes 24 maj 2019. 
Gruppen består av totalt tio medlemmar varav flera deltog i talangtävlingen Produce 101 på TV-kanalen Mnet år 2016. Genom sitt medverkande i programmet blev Nayoung och Kyulkyung medlemmar i den tidigare tjejgruppen I.O.I.

## Medlemmar
| Artistnamn   | Artistnamn | Födelsenamn    | Födelsenamn  | Födelsedatum     |
| Romanisering | Hangul     | Romanisering   | Hangul/Hanja | Födelsedatum     |
| ------------ | ---------- | -------------- | ------------ | ---------------- |
| Nayoung      | 나영       | Im Na-young    | 임나영       | 18 december 1995 |
| Roa          | 로아       | Kim Min-kyung  | 김민경       | 29 juli 1997     |
| Yuha         | 유하       | Kang Kyung-won | 강경원       | 5 november 1997  |
| Eunwoo       | 은우       | Jung Eun-woo   | 정은우       | 1 juli 1998      |
| Rena         | 레나       | Kang Ye-bin    | 강예빈       | 19 oktober 1998  |
| Kyulkyung    | 결경       | Zhou Jieqiong  | 周洁琼       | 16 december 1998 |
| Yehana       | 예하나     | Kim Ye-won     | 김예원       | 22 februari 1999 |
| Sungyeon     | 성연       | Bae Sung-yeon  | 배성연       | 25 maj 1999      |
| Xiyeon       | 시연       | Park Jung-hyun | 박정현       | 14 november 2000 |
| Kyla         | 카일라     | Kyla Massie    | 카일라 매시  | 26 december 2001 |

## Diskografi

### Album
| Albuminformation                              | Topplacering          |
| Albuminformation                              | Sydkorea (Gaon Chart) |
| --------------------------------------------- | --------------------- |
| Hi! Pristin (EP-skiva) - Släppt: 21 mars 2017 | 4                     |

### Singlar
| År   | Titel     | Topplacering          |
| År   | Titel     | Sydkorea (Gaon Chart) |
| ---- | --------- | --------------------- |
| 2016 | "We"      | 113                   |
| 2017 | "Wee Woo" | 52                    |